# Teluknaga
Teluknaga is een onderdistrict van de regentschap Tangerang, gelegen in de provincie Bantam in het westen van Java, Indonesië.
Teluknaga grenst aan de Internationale luchthaven Soekarno-Hatta.